# Dori Seda
Dorothea Antoinette Seda plus connue sous le nom de Dori Seda était une auteure de comics underground née en 1950 et décédée le 25 février 1988..

## Biographie
Dori Seda  naît en 1950. Elle commence à travailler pour la maison d'édition de comics Last Gasp. Elle publie des récits autobiographiques dans des comics underground comme Wimmen's Comix, Rip-Off Comix, Tits 'n Clits et Weirdo. Elle réalise aussi un récit complet intitulé Lonely Nights Comics: Stories To Read When the Couple Next Door Is Fucking Too Loud. Grande fumeuse, elle souffre d'un emphysème pulmonaire. Elle meurt en 1988, à l'âge de 37 ans, d'une maladie des bronches. Son compagnon, Don Donahue  hérite des droits sur ses œuvres et édite Dori Stories, une anthologie de ses comics publiée par Last Gasp en 1999.

## Récompenses
A titre posthume
- 2017 : Temple de la renommée Will Eisner